# Holasice
Holasice (deutsch Holasitz, früher Hollasitz) ist eine Gemeinde in Tschechien. Sie liegt 13 Kilometer südlich des Stadtzentrums von Brno und gehört zum Okres Brno-venkov.

## Geographie
Holasice befindet sich am rechten Ufer des Vojkovický náhon (Galtbach), des ehemaligen Laufes der Svratka, in der Thaya-Schwarza-Talsenke. 600 m östlich des Dorfes fließt die begradigte Svratka vorbei. Südwestlich erhebt sich die Nivky (219 m), dahinter liegt das Trockental Neugrund. An der westlichen Peripherie des Dorfes verläuft die Bahnstrecke Břeclav–Brno, die nächste Bahnstation ist Rajhrad. Nördlich von Holasice liegt die Abtei Rajhrad.
Nachbarorte sind Rajhrad und Čeladice im Norden, Loučka und Rajhradice im Nordosten, Opatovice im Osten, Blučina im Südosten, Vojkovice im Süden, Ledce und Sobotovice im Südwesten sowie Syrovice im Westen.

## Geschichte
Alten Überlieferungen zufolge soll sich in Holasice bei der Gründung des Klosters Rajhrad im Jahre 1048 ein Freihof befunden haben, um den später eine Ansiedlung angelegt wurde. Weiterhin wird von Chronisten geschrieben, dass diese Siedlung wurde erlosch und später erneut angelegt worden sein. In der ersten Hälfte des 13. Jahrhunderts sollen in Holasice außer dem Freihof sechs Häuser gestanden sein. Dieser Ortskern soll auch die Einfälle der Kumanen im Jahre 1253 sowie Rudolfs von Habsburg nach Mähren im Jahre 1278 sowie 1286 auch den Raubzug des Gerhard von Zbraslav und Obřany († 1291) gegen das Kloster überstanden haben. Obwohl dies in der Literatur vielfach wiedergeben, gibt es dafür keine Quellen. Die älteste nachweisliche Erwähnung von Holasice datiert aus dem Jahre 1349. Bis zur ersten Regulierung der Svratka im Jahre 1749 lag Holasice direkt rechtsseitig über dem Fluss auf einer erhöhten Terrasse. Danach diente der ursprüngliche Flusslauf als Aufschlaggraben der Woikowitzer Mühle und wurde später Galtbach genannt. 1772 bestand das Dorf aus 33 Häusern. Im Jahre 1838 erfolgte der Bau der Kaiser Ferdinands-Nordbahn von Brünn nach Wien, die 1839 ohne Halt in Holasice den Verkehr aufnahm.
Nach der Aufhebung der Patrimonialherrschaften bildete Holasice ab 1850 eine Gemeinde in der Bezirkshauptmannschaft Auspitz und dem Gerichtsbezirk Židlochovice. Nach dem Münchner Abkommen von 1938 wurde Holasice bis 1945 Grenzort zum Deutschen Reich. Das Nachbardorf Woikowitz wurde dem Landkreis Nikolsburg im Reichsgau Niederdonau zugeschlagen. Während der Bratislava-Brünner Operation kam es am 17. April 1945 bei Holasice zu einem heftigen Aufeinandertreffen von sowjetischen und deutschen Truppen. Die Kämpfe verlagerten sich nach dem Übertritt der Roten Armee über die Svratka nach Nordosten bis zum 24. April 1945 die Panzerschlacht von Groß Urhau stattfand. Dabei wurde Holasice gänzlich zerstört und erhielt in dieser Zeit den Beinamen Malý Stalingrad. Nach Kriegsende wurde das Dorf rasch wiederaufgebaut. Zwischen 1948 und 1960 gehörte die Gemeinde zum Okres Židlochovice. Nach dessen Aufhebung wurde Holasice dem Okres Brno-venkov zugeordnet.

## Gemeindegliederung
Für die Gemeinde Holasice sind keine Ortsteile ausgewiesen.

## Sehenswürdigkeiten
- Kapelle des hl. Wenzel am Dorfplatz, erbaut 1840. Ihre heutige Gestalt erhielt sie bei der Erweiterung im Jahre 1848
- Holasitzer Löcher (Holasické lochy), das umfangreiche System von Erdställen diente während des Dreißigjährigen Krieges, der Napoleonischen Kriege und zum Ende des Zweiten Weltkrieges als Zufluchtsort der Bevölkerung
- Denkmal für die Gefallenen in der Schlacht um Holasice
- Tümpel Ludmila an dem Altarm der Svratka
- Steinernes Kruzifix aus dem Jahre 1810. Es befand sich auf dem alten Friedhof der nach der Choleraepidemie von 1831 aufgehoben wurde. Infolge des Baus der Kaiser-Ferdinands-Nordbahn wurde das Kreuz 1838 auf seinen heutigen Standort umgesetzt.

## Söhne und Töchter der Gemeinde
- Kašpar Jan Kupec von Bílenberk (1655–1720), Übersetzer und Herausgeber des Peinlichen Rechts und Halsrechtes für das Königreich Böhmen, die Markgrafschaft Mähren und das Fürstentum Schlesien (1708), er wurde 1698 in den Adelsstand erhoben